# Osetno Małe
Osetno Małe est une localité polonaise de la gmina et du powiat de Góra en voïvodie de Basse-Silésie.